# Agalbursa de Cervera
Agalbursa de Cervera, coneguda també com a Galbors o Agalbursa de Bas, (c. 1140-1190) fou una dama catalana.

## Família
Filla de Ponç II de Cervera, vescomte de Bas, i de Almodis de Barcelona, filla de Ramon Berenguer III.
Casada al 1158 amb segones núpcies amb Barisó I, jutge d'Arborea que havia repudiat la seva primera esposa Pellegrina de Lacon. Agalbursa i Barisó no tingueren fills.

## Biografia
L'any 1177, cridà a Sardenya el seu germà Hug que va casar amb Ispella, filla del primer matrimoni de Barisó amb Pelegrina de Lacon. Van ser pares d'Hug Ponç de Cervera
Quan Barisó va morir al 1186, Agalbursa va signar una carta com Dei gratia Arboree Regina (Per la gràcia de Déu, Reina d'Arborea). Es va oposar al fill gran del seu marit amb la seva primera esposa, Pere de Serra, i va intentar imposar al seu propi nebot Hug al tron d'Arborea, amb l'ajut del seu cosí Alfons el Cast i la República de Gènova. A la mort d'Agalbursa i pel compromís d'Oristany (1192) foren reconeguts jutges, amb igualtat de drets, Pere I i Hug I.